# Centruchus solitarius
Centruchus solitarius är en insektsart som beskrevs av Capener 1954. Centruchus solitarius ingår i släktet Centruchus och familjen hornstritar. Inga underarter finns listade i Catalogue of Life.